# ビアンカ・ランチア
ビアンカ・ランチア・ダリアーノ （Bianca Lancia d'Agliano, 1200年 - 1244/46年）は、神聖ローマ皇帝フリードリヒ2世の愛妾。ピエモンテ貴族ランチア（ランチャ）家の出身。ベアトリーチェ・ランチャ（Beatrice Lancia）とも呼ばれる。
1225年、アリアーノ（アスティ近郊、現在のアリアーノ・テルメ）でおこなわれたフリードリヒとエルサレム女王ヨランドの結婚式で、フリードリヒはビアンカと出会った。彼はビアンカを愛妾とし、彼女が亡くなる数日前に正式に結婚したと言われている。2人の間には、コンスタンツァ（1230年 - 1307年、ニカイア帝国皇帝ヨハネス3世ドゥーカス・ヴァタツェスの二度目の妃）、のちのシチリア王マンフレーディ（1232年 - 1266年）を含む子供たちが生まれた。